# Vignec
Vignec település Franciaországban, Hautes-Pyrénées megyében. Lakosainak száma 201 fő (2022. január 1.). Vignec Aragnouet, Cadeilhan-Trachère, Saint-Lary-Soulan és Vielle-Aure községekkel határos.

## Népesség
A település népessége az elmúlt években az alábbi módon változott:
| Lakosok száma | 225  | 231  | 234  | 222  | 217  | 215  | 213  | 210  | 201  |
|               | 2013 | 2015 | 2016 | 2017 | 2018 | 2019 | 2020 | 2021 | 2022 |